# Municipio de Hoff
El municipio de Hoff (en inglés: Hoff Township) es un municipio ubicado en el condado de Pope en el estado estadounidense de Minnesota. En el año 2010 tenía una población de 152 habitantes y una densidad poblacional de 1,63 personas por km².

## Geografía
El municipio de Hoff se encuentra ubicado en las coordenadas 45°27′32″N 95°40′42″O / 45.45889, -95.67833. Según la Oficina del Censo de los Estados Unidos, el municipio tiene una superficie total de 93.19 km², de la cual 93,16 km² corresponden a tierra firme y (0,03 %) 0,03 km² es agua.

## Demografía
Según el censo de 2010, había 152 personas residiendo en el municipio de Hoff. La densidad de población era de 1,63 hab./km². De los 152 habitantes, el municipio de Hoff estaba compuesto por el 100 % blancos. Del total de la población el 0 % eran hispanos o latinos de cualquier raza.